# Bethlehem Shipbuilding Corporation

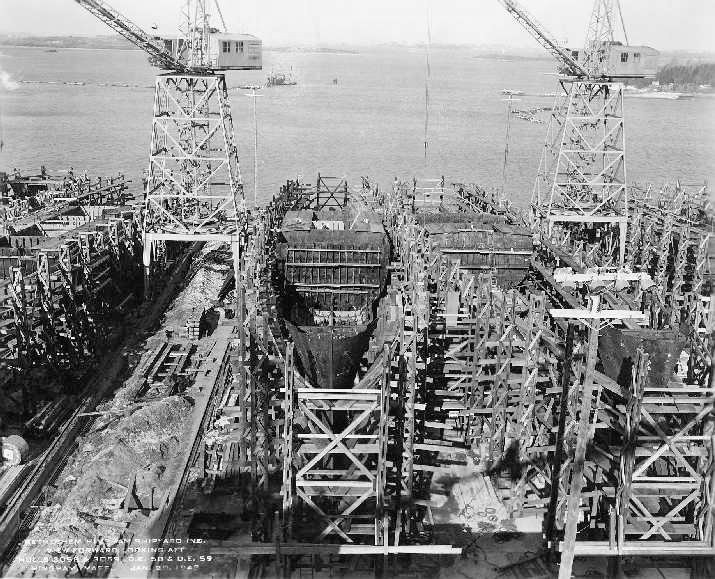
Bethlehem Hingham, 1943: Bau der HMS Calder (K349) und USS Foss (DE-59, rechts).

Die Bethlehem Shipbuilding Corporation, Limited (ugsp. BethShip) war eine US-amerikanische Schiffswerft. 

## Geschichte
Die Bethlehem Shipbuilding Corporation, Limited entstand 1917, nachdem Bethlehem Steel bereits 1905 die Werft Union Iron Works, San Francisco, erworben hatte, und 1913 Fore River Shipyard in Quincy (Massachusetts) dazugekommen war. 1913 wurde auch die Geschäftsführung der Werften nach Quincy verlegt. Erst 1964 übersiedelte diese nach Sparrows Point, Maryland.
1940 betrieb BethShip hauptsächlich vier Werften, nämlich in Fore River, Sparrows Point, San Francisco und auf Staten Island. Sie war bereits damit der größte der drei „großen“ US-amerikanischen Schiffbauer, gefolgt von Newport News Shipbuilding und New York Shipbuilding. Im Zuge des Emergency Shipbuilding Program wurde im Zweiten Weltkrieg gewaltig expandiert.
Fore River wurde Mitte der 1960er an General Dynamics verkauft und 1986 geschlossen. Die Werft in San Francisco ging Mitte der 1960er an British Aerospace und besteht als BAE Systems Ship Repair – San Francisco. Bethlehem Steel zog sich 1997 aus dem Schiffbau zurück.

## Werften (chronologisch)
- Bethlehem Wilmington; Wilmington, Delaware (1904–1925, 1941–1945)
- Union Iron Works; San Francisco, California (1905–1941)
- Hunters Point Drydocks; Hunters Point, San Francisco, California (1908–1920; danach von der US Navy übernommen)
- Fore River Shipyard; Quincy, Massachusetts (1913–1964)
- Bethlehem Sparrows Point Shipyard; Sparrows Point, Maryland (1914–1997)
- Bethlehem Elizabethport; Elizabethport, New Jersey (1916–1921)
- Alameda Works Shipyard; Alameda, California (1916–1956)
- Victory Plant Shipyard; Quincy, Massachusetts (1917–1919) 
Die Werft wurde errichtet, um Zerstörer zu bauen und Fore River zu entlasten.
- Bethlehem Mariners Harbor; Staten Island, New York (1938–1960)
- Bethlehem Shipyard; San Pedro, California (1940–1981)
- Bethlehem Fairfield Shipyard; Baltimore, Maryland (1940–1945)
- Bethlehem Hingham Shipyard; Hingham, Massachusetts (1940–1945)
- Bethlehem Atlantic Works; East Boston, Massachusetts
- Bethlehem Brooklyn 56th Street; Brooklyn, New York
- Hoboken Shipyard; Hoboken, New Jersey (1890–1984)
- Bayonne Naval Drydock; Bayonne, New Jersey (~1930–1945)[3]
- Bethlehem Pennsylvania Shipyards; Beaumont, Texas (1948–1989)